# 米哈伊尔·伊戈利尼科夫
米哈伊尔·谢尔盖耶维奇·伊戈利尼科夫（俄语：Михаил Сергеевич Игольников，1996年10月15日—）生于图阿普谢，是一名俄罗斯男子柔道运动员。他在五岁时开始练习柔道，当时他跟随自己两个哥哥的脚步练习柔道。高中毕业后，他进入库班国立大学文化、体育和旅游大学就读。伊戈利尼科夫是莫斯科中央陆军体育俱乐部的成员，2021年时军衔为准尉。